# مجموعة أصدقاء سوريا

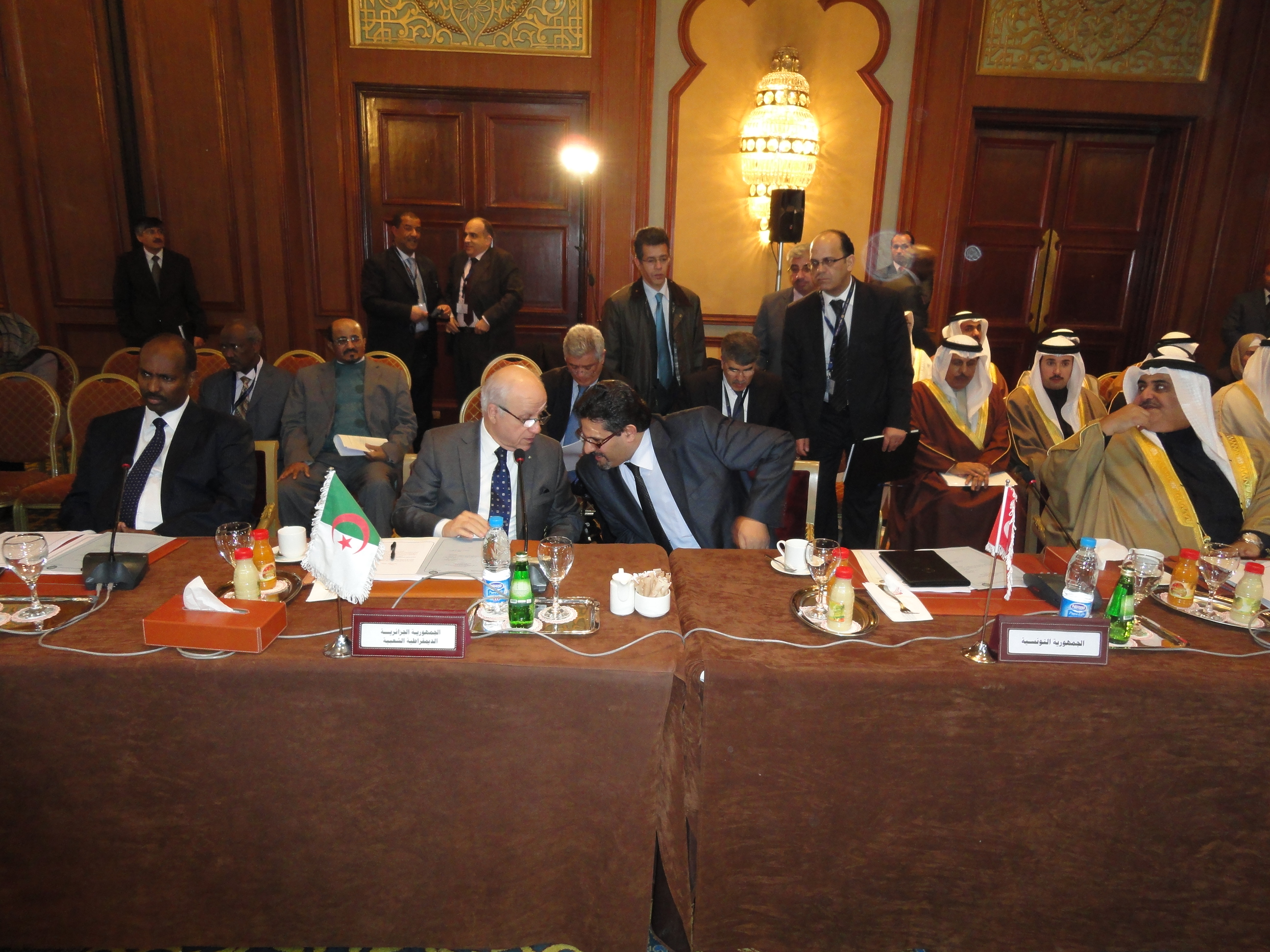
ممثلي تونس والجزائر في المؤتمر الأول.

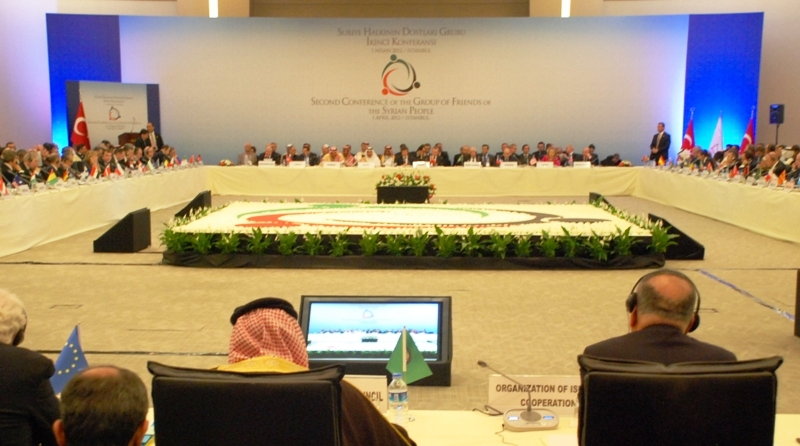
صورة من مؤتمر أصدقاء سورية الثاني الذي انعقد في مدينة إسطنبول التركية 1 نيسان/أبريل 2012

مجموعة أصدقاء سورية (أو مجموعة أصدقاء الشعب السوري أو أصدقاء سورية الديموقراطيّة أو باختصار أصدقاء سورية) مجموعة اتصال دوليّة تدعم الثورة السورية ضد نظام بشار الأسد، تتكون المجموعة من 70 بلداً أبرزها معظم البلدان العربيّة وبلدان الاتحاد الأوربي وأمريكا وتركيا وعدّة هيئات ومنظمات دوليّة كجامعة الدول العربيّة، تهدف المجموعة إلى إيجاد حل للأزمة السوريّة خارج إطار مجلس أمن الأمم المتحدة، بعد عرقلة كل من روسيا والصين واستخدامها حقّيهما في النقض بشكل مشترك ضد مشروعي قرارت يدينان النظام السوري.

أوّل من اقترح إنشاء مجموعة اتصال لمساندة الانتفاضة السورية كان الرئيس الفرنسي نيكولا ساركوزي، لاحقاً قامت الحكومة التونسيّة بتنظيم مؤتمر للمجموعة بعد قطع علاقاتها مع النظام السوري وطردها السفير السوري من تونس عقب مذبحة حي الخالديّة في مدينة حمص.

انعقد مؤتمر «أصدقاء سوريا» في 24 فبراير 2012 في تونس، وختم بإعلان يدعو الحكومة السورية إلى إنهاء العنف ووقف إطلاق النار والسماح بدخول المساعدات الإنسانية لأكثر المناطق تضرراً، كما دعى أيضاً إلى فرض مزيد من العقوبات على النظام السوري كحظر السفر على المسؤولين وتجميد أرصدة ووقف التعامل التجاري في مجال النفط والفوسفات وتخفيض العلاقات الدبلوماسية وحظر توريد السلاح وكذلك تم الاعتراف بالمجلس الوطني السوري كممثل وحيد للشعب السوري.

## مؤتمر أصدقاء سوريا الأول - تونس
مؤتمر أصدقاء سوريا هو مؤتمر تم انعقاده في تونس في 24 فبراير 2012 ضم مجموعة من الدول والهيئات في محاولة لإيجاد حل للأزمة السورية، بعيداً عن مجلس الأمن الذي استخدمت فيه روسيا والصين حق النقض ضد مشروع قرار خاص بسوريا.

### المؤتمر
بحث وزراء خارجية الولايات المتحدة والاتحاد الأوروبي ودول عربية وإسلامية دعم المعارضة السورية وتقديم معونات إنسانية للمناطق المتضررة في سوريا، في مؤتمر عقد في تونس وقاطعته روسيا والصين، بينما عين كوفي أنان مبعوثا مشتركا للأمم المتحدة والجامعة العربية. 

و في غياب خطط للتدخل العسكري- ركز المؤتمر على المعونة الإنسانية، ولكنه دعا الدول للالتزام بفرض عقوبات تزيد عزلة نظام بشار الأسد، وتشمل حظر السفر وتجميد الأصول والتوقف عن استيراد النفط، وتعليق الاستثمارات والعمليات المالية مع دمشق، إضافة لخفض مستوى العلاقات الدبلوماسية وإنهاء توريد السلاح.

واعتبر وزير الخارجية البريطاني ويليام هيغ أن خيار التدخل العسكري «غير محتمل»، لأن الوضع هناك أكثر تعقيدا من ليبيا، ولقرب المنطقة من إسرائيل والعراق والأردن وتركيا 

#### أهم الحاضرين
- تونس: الرئيس المنصف المرزوقي ووزير الخارجية رفيق عبد السلام.
- المغرب: وزير الخارجية سعد الدين العثماني.
- كندا: وزير الخارجية جون بيرد.
- الولايات المتحدة: وزيرة الخارجية هيلاري كلينتون.
- فرنسا: وزير الخارجية ألان جوبيه.
- قطر: حمد بن جاسم بن جبر آل ثاني.
- المجلس الوطني السوري: الناطقة باسم المعارضة بسمة قضماني.
- تركيا: وزير الخارجية أحمد داوود أوغلو.
- السعودية: وزير الخارجية سعود الفيصل بن عبد العزيز آل سعود.
- الاتحاد الأوروبي: الممثلة السامية للاتحاد لشئون السياسة الخارجية والأمن كاترين أشتون.
- الأمم المتحدة/ جامعة الدول العربية: المبعوث المشترك إلى سوريا كوفي عنان.

### البيان الختامي
اختار مشروع البيان الختامي الاعتراف بالمجلس الوطني السوري كممثل شرعي للسوريين الذين يسعون لتغيير ديمقراطي، وطالب بتوسيعه ليمثل جميع أطيف الشعب السوري.

وحث على ضرورة عدم إقصاء الأقليات في سوريا وإنصافها، واعترف بالقلق المشروع للأقليات العرقية والدينية.

وفي هذا السياق اعتبر وزير الخارجية الفرنسي آلان جوبيه المجلس الوطني «المحاور الشرعي» من دون الإعلان عن اعتراف رسمي به، وقال لدى وصوله للمشاركة في المؤتمر «نعتبر المجلس الوطني السوري المحاور الشرعي والركيزة التي ينبغي أن تتمحور حولها المعارضة».

### المشاركون
- ألبانيا[8]
- الجزائر[9]
- الأرجنتين
- أستراليا[10]
- النمسا[11]
- البحرين[12]
- بيلاروس
- بلجيكا[13]
- البرازيل[14]
- بلغاريا[15]
- كندا[16]
- تشيلي
- كولومبيا
- قبرص[17]
- جمهورية التشيك[18]
- الدنمارك[19]
- جيبوتي[20]
- مصر[21]
- إستونيا[19]
- فنلندا[19][22]
- فرنسا[23][24]
- ألمانيا[24]
- اليونان[25]
- آيسلندا[19]
- الهند[26]
- إندونيسيا[27]
- العراق[28]
- أيرلندا[29]
- إيطاليا[30]
- اليابان[31]
- الأردن[32]
- الكويت[33]
- لاتفيا[19]
- ليبيا[34]
- ليتوانيا[19]
- لوكسمبورغ[35]
- ماليزيا[20]
- مالطا[20]
- موريتانيا[36]
- المغرب[37]
- هولندا[38]
- نيجيريا[39]
- النرويج[19]
- عُمان[40]
- الفلبين
- بولندا[41]
- قطر[42]
- قطر[24]
- رومانيا[43]
- السعودية[24]
- سنغافورة
- سلوفينيا[44]
- كوريا الجنوبية[27]
- إسبانيا[45]
- السويد[19]
- تونس[24] – الدولة المضيفة
- تركيا[46]
- الإمارات العربية المتحدة[47]
- المملكة المتحدة[48]
- الولايات المتحدة[49]

#### مراقبون
- الفاتيكان [50]

#### مجموعات سوريّة معارضة
- المجلس الوطني السوري

#### منظمات دولية
- الاتحاد الأفريقي
- جامعة الدول العربية
- اتحاد المغرب العربي
- الاتحاد الأوروبي
- مجلس التعاون لدول الخليج العربية
- منظمة التعاون الإسلامي
- الأمم المتحدة

## مؤتمر مراكش
اللقاء الرابع لمجموعة أصدقاء سوريا، عقد في 11 ديسمبر 2012 في مراكش، المغرب.

## مؤتمر عمان
في 22 مايو 2013، عٌقد مؤتمر في عمان، الأردن، أفتتح لمناقشة المقترح الأمريكي الروسي لمحادثات السلام.

## مؤتمر الدوحة
في 22 يونيو 2013، عُقد المؤتمر في الدوحة افتتح لنقاش لكيفية تنظيم المساعدات العسكرية وأنواع أخرى من المساعدات للثوار السوريين.

## المشاركون
المؤتمر الذي عقد في مراكش، في 12 سبتمبر 2012، حضره ممثلين عن 114 دولة.
إلا أنه، في 2013، تراجع عدد الدول الممثلة في اللقاءات إلى 11 دولة.

### البلدان
الأعضاء الحاليون في أصدقاء سوريا، والذين اجتمعوا في روما وإسطنبول في 2013.
- مصر
- فرنسا
- ألمانيا
- إيطاليا
- الأردن
- قطر
- السعودية
- تركيا
- الإمارات العربية المتحدة
- المملكة المتحدة
- الولايات المتحدة

### جماعات المعارضة السورية
- المجلس الوطني السوري

### المنظمات الدولية
المنظمات الدولية المشاركة في مؤتمر أصدقاء سوريا، وتشمل:
- الاتحاد الأفريقي[27]
- جامعة الدول العربية
- اتحاد المغرب العربي
- الاتحاد الأوروبي
- مجلس التعاون الخليجي
- منظمة التعاون الإسلامي
- الأمم المتحدة

## مقالات ذات صلة
- الثورة السورية
- قصف واجتياح حمص (2012)
- مجموعة أصدقاء ليبيا

## روابط خارجية
- نص البيان الختامي للمؤتمر الأول
- مؤتمر أصدقاء سوريا الأول يعرض رؤيته لمرحلة ما بعد الأسد على يوتيوب